# Île de Gombo
L'île de Gombo ou île Gombo, aussi appelée île Nkomboest une île rwandaise située dans le sud du lac Kivu. Un chenal, de moins de 250 mètres dans sa plus faible largeur, la sépare de la côte orientale et rwandaise du lac. L'île à une longueur de moins de 9 km pour une largeur maximale de 2,5 km.
La frontière entre le Rwanda et la république démocratique du Congo passe au nord, la séparant de l'île d'Imbinja, à l'ouest et au sud. 